# Illice striata
Illice striata är en fjärilsart som beskrevs av Ottolengui 1898. Illice striata ingår i släktet Illice och familjen björnspinnare. Inga underarter finns listade i Catalogue of Life.